# Distretto di Ku Kaeo
Il distretto di Ku Kaeo (in thailandese: กู่แก้ว) è un distretto (amphoe) della Thailandia, situato nella provincia di Udon Thani.